# Sarom Unione Sportiva Ravenna 1958-1959
Questa pagina raccoglie le informazioni riguardanti la Sarom Unione Sportiva Ravenna nelle competizioni ufficiali della stagione 1958-1959.

## Stagione
Nella stagione 1958-1959 la Sarom Ravenna disputa il girone A del campionato di Serie C, un torneo a 21 squadre che prevede una sola promozione in Serie B e nessuna retrocessione in IVª Serie. Con 45 punti in classifica la squadra giallorossa ha ottenuto il sesto posto, mentre l'Ozo Mantova sale in Serie B dopo aver vinto lo spareggio promozione sul Siena (1-0), entrambe con 58 punti avevano vinto il torneo.
In casa della Sarom Ravenna il presidente Gino Guccerelli decide di affidare la direzione tecnica al duo formato da Ferruccio Rocco e Plinio Patuelli, mentre viene ceduto il bomber delle ultime stagioni Silvano Magheri partito per Trapani, a sostituirlo sono stati acquistati dalla Lazio il centravanti Brunello Cocciuti, dalla Salernitana Nando Barchiesi e dalla Sampdoria l'ala Alfredo Arrigoni. L'inizio del campionato è stato assai deludente, e dopo l'eliminazione dalla Coppa Italia a fine agosto ad opera del Forlì (2-3), anche in campionato si è zoppicato per alcune giornate, poi l'arrivo sulla panchina ravennate di Antonio Janni ha risollevato le sorti dei giallorossi, ma ormai i giochi per la promozione erano fatti con Mantova e Siena in fuga, il Ravenna ha raggiunto comunque un onorevole sesto posto.

## Rosa
| N. |                    | Ruolo | Calciatore               |
| -- | ------------------ | ----- | ------------------------ |
|    | Italia (bandiera)  | A     | Alfredo Arrigoni         |
|    | Italia (bandiera)  | C     | Nando Barchiesi          |
|    | Italia (bandiera)  | P     | Renato Bellinelli        |
|    | Italia (bandiera)  | A     | Vincenzo Berti           |
|    | Italia (bandiera)  | D     | Gianluigi Brotto         |
|    | Uruguay (bandiera) | A     | Washington Cacciavillani |
|    | Italia (bandiera)  | D     | Amedeo Cattani           |
|    | Italia (bandiera)  | A     | Brunello Cocciuti        |
|    | Italia (bandiera)  | A     | Franco Cottignola        |
|    | Italia (bandiera)  | A     | Paolo Del Palazzo        |
|    | Italia (bandiera)  | A     | Virgilio Fogli           |

| N. |                   | Ruolo | Calciatore            |
| -- | ----------------- | ----- | --------------------- |
|    | Italia (bandiera) | P     | Pino Gimelli          |
|    | Italia (bandiera) | D     | Aldo Monardi          |
|    | Italia (bandiera) | C     | Enrico Pratesi        |
|    | Italia (bandiera) | C     | Camillo Rizzo         |
|    | Italia (bandiera) | A     | Ero Rossi             |
|    | Italia (bandiera) | A     | Gianfranco Rossi (II) |
|    | Italia (bandiera) | C     | Dario Stolfa          |
|    | Italia (bandiera) | C     | Luigi Traverso        |
|    | Italia (bandiera) | D     | Paolo Vaini           |
|    | Italia (bandiera) | C     | Giorgio Visconti      |
|    | Italia (bandiera) | D     | Antonio Zani          |

## Risultati

### Girone di andata
| Arbitro: | Bartolomei (Roma) |

|              |           |              |
| Cocciuti 43’ | Marcatori | 21’ Canavesi |

| Arbitro: | Casato (Bari) |

|                 |           |             |
| Magistrelli 81’ | Marcatori | 41’ Pratesi |

| Arbitro: | Ciciriello (Taranto) |

|                          |           |             |
| Cocciuti 63’ Pratesi 88’ | Marcatori | 79’ Sonzini |

| Arbitro: | Stanzione (Salerno) |

|                                               |           |                    |
| Ciocchetti 18’ (rig.) Canova 23’ Maraschi 62’ | Marcatori | 2’ Rizzo 25’ Fogli |

| Arbitro: | Basciu (Genova) |

|  |           |            |
|  | Marcatori | 20’ Bretti |

| 26 ottobre 1958 6ª giornata |  | – Turno di riposo SAROM RAVENNA |  |  |

| Arbitro: | Baldassarre (Udine) |

|                                         |           |              |
| Bonizzoni 9’ Russi 70’, 73’ Mancini 85’ | Marcatori | 86’ Visconti |

| Ferrara 16 novembre 1958 8ª giornata | Sarom Ravenna     | 0 – 0 | Lucchese | Stadio Comunale\| Arbitro: \| Cerutti (Legnano) \| |
| Arbitro:                             | Cerutti (Legnano) |       |          |                                                    |

| Arbitro: | Francescon (Padova) |

|              |           |  |
| Marchesi 62’ | Marcatori |  |

| Arbitro: | Righi (Milano) |

|                             |           |  |
| Rizzo 3’ Barchiesi 35’, 84’ | Marcatori |  |

| Mestre 7 dicembre 1959 11ª giornata | Mestrina              | 0 – 0 | Sarom Ravenna | Stadio Francesco Baracca\| Arbitro: \| Borasio (Alessandria) \| |
| Arbitro:                            | Borasio (Alessandria) |       |               |                                                                 |

| Arbitro: | Casato (Bari) |

|                    |           |              |
| Pratesi 40’ (rig.) | Marcatori | 47’ Ghiadoni |

| Arbitro: | Rossini (Cremona) |

|                                      |           |  |
| Pochissimo 23’, 80’ Plebani 46’, 73’ | Marcatori |  |

| Arbitro: | Revello (Imperia) |

|                |           |                |
| Rossi 63’, 78’ | Marcatori | 86’ Del Grosso |

| Arbitro: | Guidi (Brescia) |

|                                   |           |             |
| Pedemonte 52’ (rig.) Giordano 66’ | Marcatori | 81’ Pratesi |

| Arbitro: | Angonese (Mestre) |

|  |           |            |
|  | Marcatori | 2’ Micheli |

| Arbitro: | Sbardella (Roma) |

|  |           |                 |
|  | Marcatori | 58’ (aut.) Fumi |

| Arbitro: | Trezza (Verona) |

|                                         |           |           |
| Rossi 11’ Pratesi 22’, 65’ Cocciuti 37’ | Marcatori | 3’ Lamera |

| Arbitro: | Borasio (Alessandria) |

|                               |           |           |
| Castellazzi 3’, 78’ Corti 66’ | Marcatori | 19’ Rossi |

| Arbitro: | Samani (Trieste) |

|  |           |              |
|  | Marcatori | 70’ Cocciuti |

| Arbitro: | Di Tonno (Lecce) |

|                         |           |             |
| Rossi 65’ Barchiesi 73’ | Marcatori | 14’ Gallesi |

### Girone di ritorno
| Arbitro: | Rastrelli (Firenze) |

|  |           |           |
|  | Marcatori | 64’ Rizzo |

| Arbitro: | Politano (Cuneo) |

|              |           |  |
| Arrigoni 57’ | Marcatori |  |

| Varese 8 marzo 1959 24ª giornata | Varese          | 0 – 0 | Sarom Ravenna | Stadio Franco Ossola\| Arbitro: \| Trezza (Verona) \| |
| Arbitro:                         | Trezza (Verona) |       |               |                                                       |

| Arbitro: | Carbonelli (Brescia) |

|           |           |               |
| Rizzo 44’ | Marcatori | 33’ Genovesio |

| Arbitro: | Negri (Monza) |

|  |           |                   |
|  | Marcatori | 70’ Cacciavillani |

| 22 marzo 1959 27ª giornata |  | – Turno di riposo SAROM RAVENNA |  |  |

| Arbitro: | Beccai (Firenze) |

|  |           |           |
|  | Marcatori | 19’ Russi |

| Arbitro: | Guidi (Brescia) |

|              |           |                         |
| Bassetto 70’ | Marcatori | 7’, 42’ Rizzo 11’ Rossi |

| Arbitro: | Sebastio (Taranto) |

|           |           |  |
| Rossi 43’ | Marcatori |  |

| Arbitro: | De Magistris (Torino) |

|                    |           |                             |
| Gilardoni 14’, 84’ | Marcatori | 3’ (aut.) Curti 11’ Pratesi |

| Ravenna 26 aprile 1959 32ª giornata | Sarom Ravenna | 0 – 0 | Mestrina | Stadio della Darsena\| Arbitro: \| Negri (Monza) \| |
| Arbitro:                            | Negri (Monza) |       |          |                                                     |

| Arbitro: | Guarnaschelli (Pavia) |

|             |           |                         |
| Ghiandi 12’ | Marcatori | 43’ Barchiesi 64’ Berti |

| Arbitro: | Zaza (Barletta) |

|           |           |            |
| Rizzo 44’ | Marcatori | 83’ Raffin |

| Arbitro: | Cerutti (Legnano) |

|               |           |                       |
| D'Odorico 67’ | Marcatori | 32’ Pratesi 85’ Berti |

| Arbitro: | Annoscia (Bari) |

|            |           |              |
| Pratesi 8’ | Marcatori | 2’ Frateschi |

| Arbitro: | Genel (Trieste) |

|  |           |                    |
|  | Marcatori | 56’ (aut.) Vaccari |

| Arbitro: | Trezza (Verona) |

|  |           |          |
|  | Marcatori | 83’ Neri |

| Legnano 31 maggio 1959 39ª giornata | Legnano              | 0 – 0 | Sarom Ravenna | Stadio Comunale\| Arbitro: \| Bellotto (Pordenone) \| |
| Arbitro:                            | Bellotto (Pordenone) |       |               |                                                       |

| Arbitro: | Ciciriello (Taranto) |

|              |           |  |
| Arrigoni 44’ | Marcatori |  |

| Arbitro: | Baldassarre (Udine) |

|          |           |           |
| Rizzo 8’ | Marcatori | 37’ Bassi |

| Arbitro: | Borasio (Alessandria) |

|              |           |  |
| Garzonio 30’ | Marcatori |  |

## Coppa Italia
| Arbitro: | Leita (Udine) |

|                         |           |                                  |
| Rossi 49’ Barchiesi 58’ | Marcatori | 44’ Merigo 47’ Lodi 112’ Savoldi |